# أديتي شانكارداس
أديتي شانكارداس (بالإنجليزية: Aditi Shankardass، بالهندية: अदिती शंकरदास) عالمة أعصاب هندية-بريطانية حائزة على جوائز عديدة. تم إدراجها على قائمة «8 علماء يغيرون العالم» بجانب ستيفن هوكينغ والسير تيم بيرنرز لي. تم اختيارها كإحدى «أكثر العلماء إثارة» وواحدة من «أجمل 10 عالمات».
غطت الصحافة العالمية عملها الريادي في استخدام تسجيلات الدماغ عن طريق تخطيط أمواج الدماغ (EEG) للمساعدة على تشخيص اضطرابات النمو لدى الأطفال، ومن ضمنها سي إن إن، إيه بي سي نيوز، تايمز أوف إينديا، وفاينانشل إكسبرس.  كما أن حديثها عام 2009 في مؤتمر تيد قد نال استحسان الجماهير.
تم إبراز عملها من ضمن فريق من كلية الطب في جامعة هارفارد في إنتاج واصمات حيوية لمرض التوحد في مجلة تايم في العدد الخاص «تايم: 100 اكتشاف تايم جديد» حصل عملها السابق في استخدام تسجيلات تخطيط أمواج الدماغ لمحاولة تحديد سبب عسر القراءة على جائزة عندما عرض في برلمان المملكة المتحدة عام 2001 في حفل الاستقبال السنوي لعلماء ومهندسي وتقنيي بريطانيا الصغار.
شانكارداس عضو في مجلس إدارة مؤسسة مبادرة علم الأعصاب العالمية. عملت كمستشارة ل«خط العلوم» التابع لشبكة البي بي سي في المملكة المتحدة، حيث تستخدم خبرتها في إنتاج وثائقيات للراديو والتلفاز.
درست شانكارداس أصول الغناء، وشاركت في عروض في الهند والمملكة المتحدة والولايات المتحدة، كما لها تسجيلات حية مع أمجد علي خان وأنوب جالوتا،  وعلى راديو بي بي سي. عملت كمقدمة برامج في زي تي في في المملكة المتحدة، وظهرت في عدة وثائقيات. مثلت على المسرح والتلفاز في الهند، وفي الفيلم الأمريكي «المتاجر بهن» (Trafficked).
والدها هو محامي المشاهير فيجاي شانكارداس الذي يمثل  نظام حيدر آباد، الكاتب سلمان رشدي، الممثل مايكل دوغلاس، منظمة العفو الدولية، فنادق تاج، دار بنجوين للنشر،  ومجموعة فيرجن. والدتها هي المؤرخة الاجتماعية ورئيسة منظمة الإصلاح الجنائي العالمية راني دافان شانكارداس.  جدها هو شانتي سواروب دافان، حاكم بنغال الغربية وسفير الهند في بريطانيا. جدها الأكبر هو راي باهادور بالي رام دافان أمير الإقليم الشمالي الغربي الحدودي.
ولدت شانكارداس في لندن ودرست في كل من نيو دلهي ولندن، والآن تتنقل للسكن بين لوس أنجلس وبوسطن.

## وصلات خارجية
- أديتي شانكارداس على موقع IMDb (الإنجليزية)

- أديتي شانكارداس على موقع تيد.
- رأي ثان عن اضطرابات (بالإنجليزية)